# Heliomaster squamosus
Heliomaster squamosus là một loài chim trong họ Chim ruồi.